# Kantatie 67
La Kantatie 67 (in svedese Stamväg 67) è una strada principale finlandese. Ha inizio a Kaskinen e si dirige verso nord-est, dove si conclude dopo 115 km nei pressi di Seinäjoki.

## Percorso
La Kantatie 67 attraversa i comuni di Närpiö, Teuva, Kauhajoki, Kurikka e Ilmajoki.